# 宋才文
宋才文（1947年—），江西吉安人，中国人民解放军将领、中国人民解放军中将。 
2005年，授予中国人民解放军中将，曾任兰州军区副司令员。 